# Swedish Open 1999 - Qualificazioni doppio
Le qualificazioni del doppio  dello  Swedish Open 1999 sono state un torneo di tennis preliminare per accedere alla fase finale della manifestazione. I vincitori dell'ultimo turno sono entrati di diritto nel tabellone principale. In caso di ritiro di uno o più giocatori aventi diritto a questi sono subentrati i lucky loser, ossia i giocatori che hanno perso nell'ultimo turno ma che avevano una classifica più alta rispetto agli altri partecipanti che avevano comunque perso nel turno finale.
Le qualificazioni del doppio del torneo Swedish Open 1999 prevedevano 4 coppie partecipanti di cui una è entrata nel tabellone principale.

## Teste di serie
1. Simon Aspelin /  Johan Landsberg (Qualificati)

1. Henrik Holm /  Lars-Anders Wahlgren (primo turno)

## Qualificati
1. Simon Aspelin  /   Johan Landsberg

## Tabellone

### Legenda
| - Q = Qualificato - WC = Wild card - LL = Lucky loser | - ALT = Alternate - SE = Special Exempt - PR = Protected Ranking | - w/o = Walkover - r = Ritirato - d = Squalificato |

|  | Primo turno | Primo turno                      | Primo turno                      | Primo turno | Primo turno |  |  | Ultimo turno | Ultimo turno                  | Ultimo turno                  | Ultimo turno | Ultimo turno |  |
|  |             |                                  |                                  |             |             |  |  |              |                               |                               |              |              |  |
|  | 1           | Simon Aspelin Johan Landsberg    | Simon Aspelin Johan Landsberg    | 6           | 7           |  |  |              |                               |                               |              |              |  |
|  |             | Kalle Flygt Tobias Hildebrand    | Kalle Flygt Tobias Hildebrand    | 1           | 5           |  |  | 1            | Simon Aspelin Johan Landsberg | Simon Aspelin Johan Landsberg | 6            | 6            |  |
|  |             | Julián Alonso Markus Hipfl       | Julián Alonso Markus Hipfl       | 7           | 6           |  |  |              | Julián Alonso Markus Hipfl    | Julián Alonso Markus Hipfl    | 3            | 4            |  |
|  | 2           | Henrik Holm Lars-Anders Wahlgren | Henrik Holm Lars-Anders Wahlgren | 5           | 4           |  |  |              |                               |                               |              |              |  |